# Качуркі
Качуркі (пол. Kaczórki) — село в Польщі, у гміні Краснобруд Замойського повіту Люблінського воєводства.
Населення — 205 осіб (2011).
У 1975-1998 роках село належало до Замойського воєводства.

## Демографія
Демографічна структура станом на 31 березня 2011 року:
|          | Загалом | Допрацездатний вік | Працездатний вік | Постпрацездатний вік |
| -------- | ------- | ------------------ | ---------------- | -------------------- |
| Чоловіки | 107     | 22                 | 68               | 17                   |
| Жінки    | 98      | 19                 | 51               | 28                   |
| Разом    | 205     | 41                 | 119              | 45                   |